# Red Global de Periodismo de Investigación
La Red Global de Periodismo de Investigación (GIJN por sus siglas en ingles) es "una asociación internacional de organizaciones sin fines de lucro que apoyan, promueven y producen periodismo de investigación". Tiene su sede en los Estados Unidos y su membresía está abierta a "organizaciones sin fines de lucro, ONG y organizaciones educativas" que estén activas en el periodismo de investigación y el periodismo de datos.
Los proyectos de la organización incluyen un servicio de asistencia para proporcionar a los periodistas de investigación asesoramiento y asistencia, un centro de recursos con consejos, herramientas y manuales, y grandes conferencias de capacitación que han atraído a más de 5.000 periodistas de 100 países. 

## Historia
En 2001, los periodistas veteranos Brant Houston, entonces director de Investigative Reporters and Editors, y Nils Mulvad, organizaron una conferencia de 400 periodistas de investigación de 40 países en lo que se convertiría la GIJN.  
La GIJN se formó oficialmente en Copenhague como una red informal en apoyo a la Conferencia Global de Periodismo de Investigación (GIJC) realizada de manera bienal. 
En 2013, se creó formalmente la secretaría de manejo y administración de la GIJN después de que los participantes de la 7ºma GIJC en Kiev votaron por la formación de una secretariado provisional.   
En 2014, la organización se registró como una corporación sin fines de lucro en Maryland, Estados Unidos, y fue aprobada como una organización sin fines de lucro 501(c)(3) por el Servicio de Impuestos Internos de los EE. UU. en octubre de 2014. 
En 2023, el servicio de información Guidestar calificó a la GIJN como "nivel oro" por la transparencia de las finanzas y el liderazgo de la organización. 
A finales del mismo año, la GIJN fue designada como "indeseable " en Rusia.

## Miembros
Algunas de las organizaciones miembros incluyen el Centro de Periodismo de Investigación, Reporteros y Editores de Investigación (IRE), Consorcio Internacional de Periodismo de Investigación (ICIJ), Proyecto de Informes sobre Crimen Organizado y Corrupción (OCCRP),  Reporteros Árabes para el Periodismo de Investigación (ARIJ),  el Centro de Investigación Bielorruso, Asociación Brasileña de Periodismo de Investigación,  Programa de Periodismo de Investigación en la Universidad de Witwatersrand,  el Centro Filipino de Periodismo de Investigación, ProPublica, la Fundación Periodismo para la Construcción de la Nación-Filipinas, Academia Interlink para el Diálogo Internacional y el Periodismo,  Coda Media, el grupo Bellingcat, el Instituto de Noticias sin Fines de Lucro, entre otros.
En la GIJN, la membresía está abierta a organizaciones periodísticas sin fines de lucro, ONG, organizaciones educativas y determinadas organizaciones con fines de lucro, mientras que gobiernos, y periodistas individuales no son elegibles para unirse. Si bien la membresía es gratuita, implica una solicitud a la junta directiva de GIJN, así como un importante trabajo continuo en periodismo de investigación, la participación en GIJN y el mantenimiento de altos estándares periodísticos. 

## Conferencia Global de Periodismo de Investigación (GIJC)
La Red de Periodismo Global coorganiza la Conferencia Global de Periodismo de Investigación (GIJC) bienal para reunir a periodistas de investigación de todo el mundo con el fin de compartir sus conocimientos y experiencia y formar redes transfronterizas para la elaboración de informes y referencias colaborativas.  
El GIJC se celebró en Copenhague en 2001 y 2003, Ámsterdam (2005),  Toronto (2007),  Lillehammer (2008),  Ginebra (2010),  Kiev (2011),  Río de Janeiro (2013), Lillehammer (2015),  Johannesburgo (2017)  y Hamburgo (2019). 
La última conferencia se celebró en Gotemburgo, Suecia, en 2023.
En 2021, debido a la pandemia del coronavirus, la conferencia se celebró únicamente en línea. 
Desde 2014, la GIJN también ha organizado conferencias de periodismo de investigación en Asia. La primera Conferencia Asiática de Periodismo de Investigación se celebró en Manila (2014),  la segunda en Katmandú (2016),  y la tercera en Seúl (2018). 

## Premio Global Shining Light
La GIJN otorga los premios Global Shining Light Awards por la excelencia en el periodismo de investigación "en un país en desarrollo o en transición, realizado bajo amenazas, coacción o en las condiciones más extremas". 
Los premios se entregan a los destinatarios en una ceremonia que se celebra cada dos años en los eventos del GIJC.
Entre los ganadores se incluyen el Proyecto de Informes sobre Crimen Organizado y Corrupción (OCCRP),  la periodista Jadijia Ismailova de Radio Free Europe/Radio Liberty, el periodista Zulkarnain Saer Khan por su trabajo en los centros de detención secretos en Dhaka  y el sitio de noticias de investigación venezolano Armando.info.